# Villa Hoflößnitzstraße 4 (Radebeul)
Die Villa in der Hoflößnitzstraße 4 liegt im Stadtteil Serkowitz des sächsischen Radebeul. Dort wohnte in der zweiten Hälfte des 19. Jahrhunderts der pensionierte Hornist Josef Rudolf Lewy-Hoffmann.

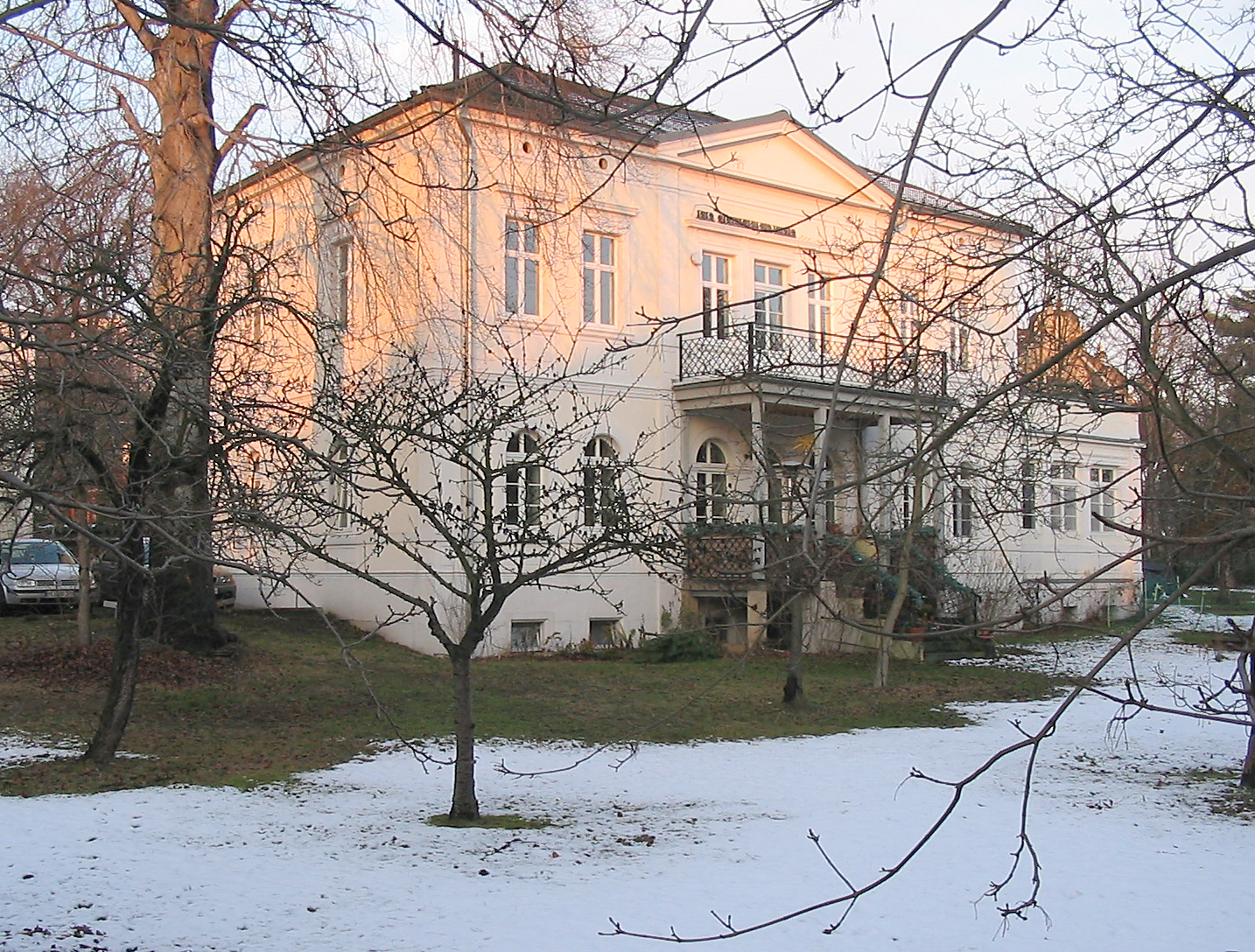
Villa Hoflößnitzstraße 4, Südseite

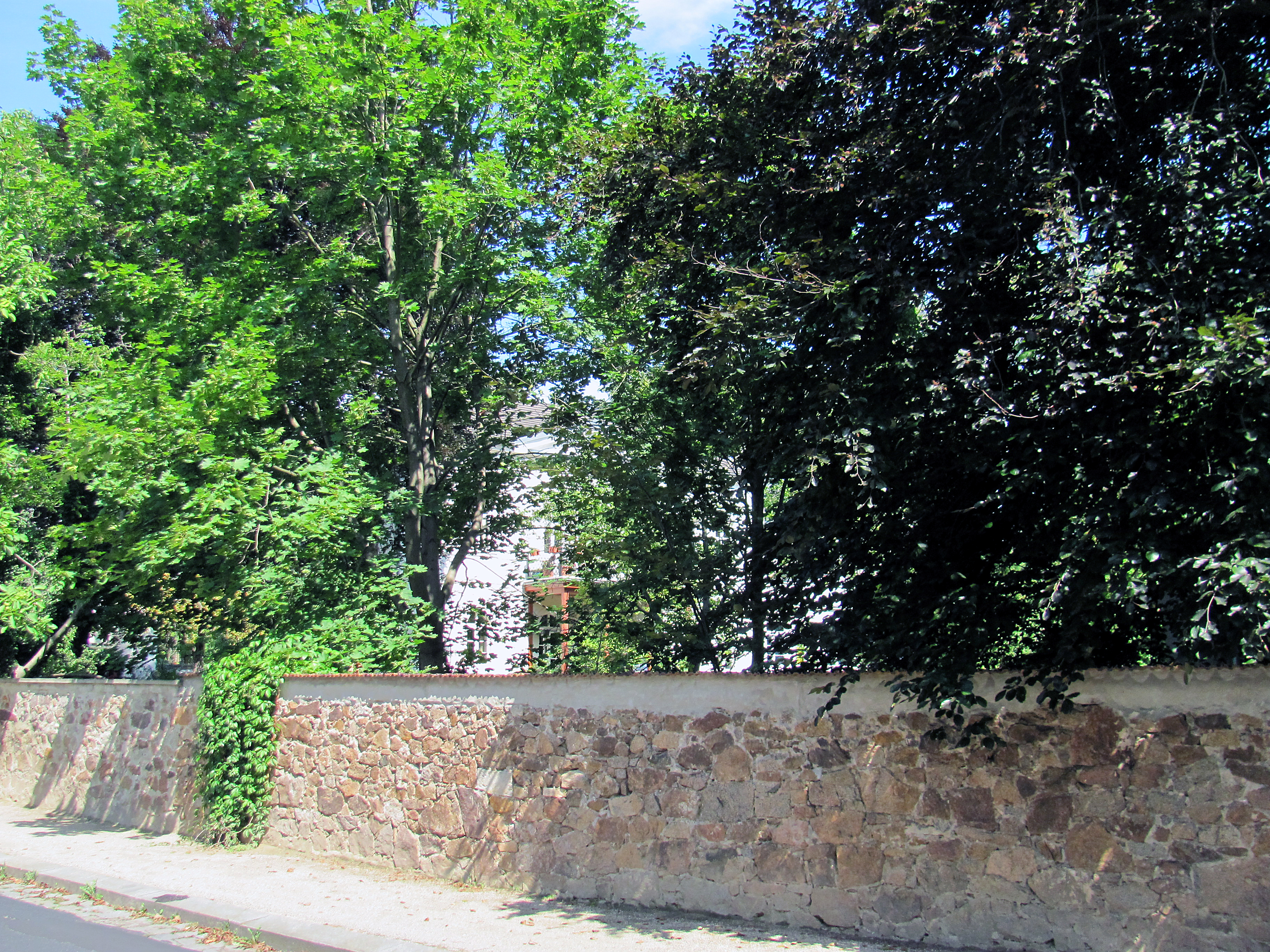
Villa Hoflößnitzstraße 4, Garten

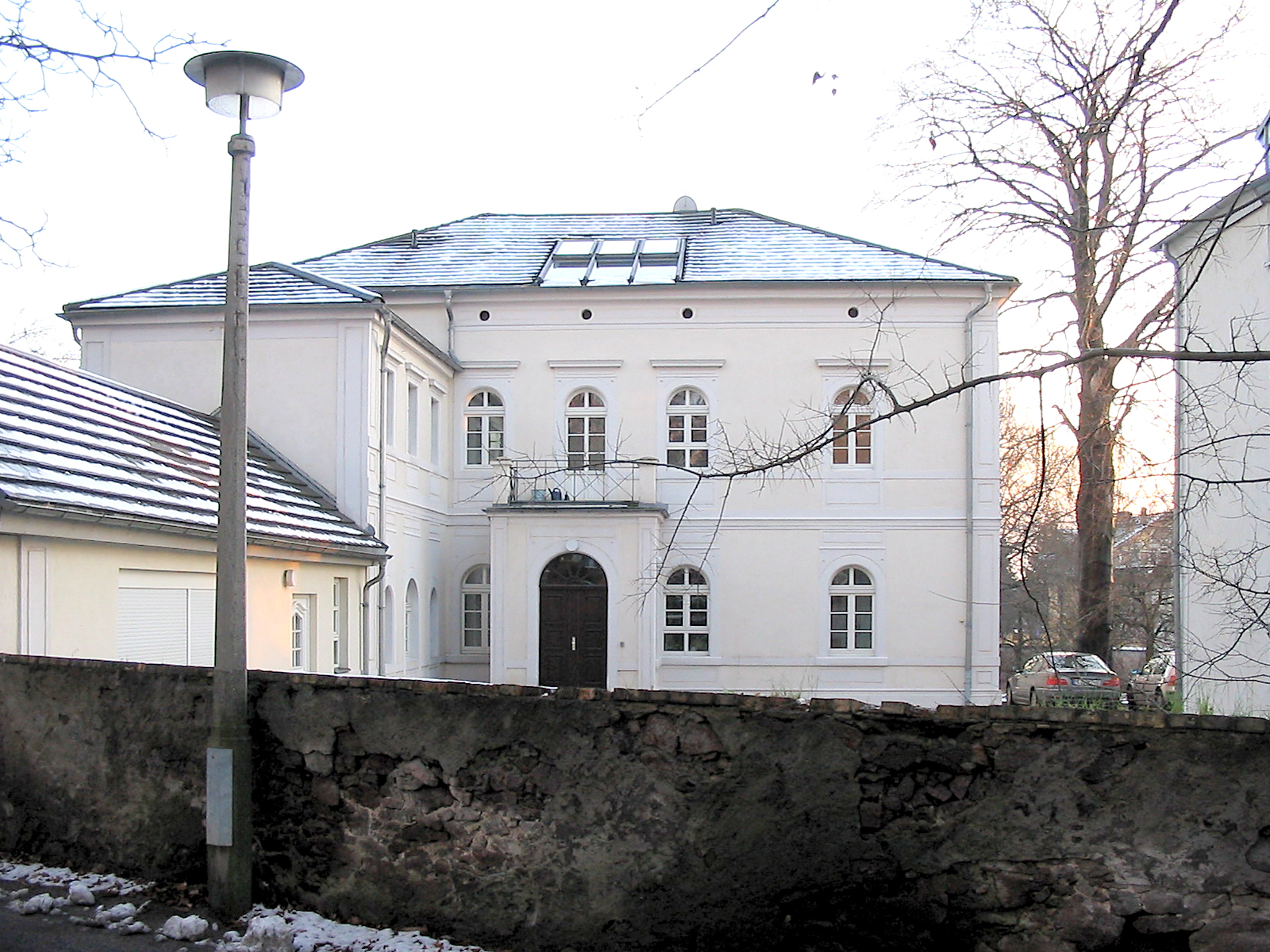
Villa Hoflößnitzstraße 4, Nordseite

## Beschreibung
Die zweigeschossige, mit angebautem Nebengebäude, Garten und Einfriedungsmauer denkmalgeschützte Villa hat einen Kniestock mit einem flachen Walmdach, sie steht in einem großen Garten mit altem Baumbestand. Die Hauptansicht der Villa geht nach Süden zum Garten. In dem sieben Fensterachsen breiten Bau steht mittig ein flacher, dreiachsiger Risalit mit einem Dreiecksgiebel. Vor dem Risalit befindet sich eine Terrasse mit Freitreppe zum Garten, die Terrasse wird durch eine offene Holzveranda oben mit einem Austritt aus dem Obergeschoss überdacht. Im Erdgeschoss befinden sich Rundbogenfenster, die Rechteckfenster im Obergeschoss haben gerade Verdachungen.
Nach Norden schließen sich ein Eingangsvorbau sowie ein niedriger zweigeschossiger Seitenflügel an, an diesen wiederum ein älterer eingeschossiger Bau. Im Osten befindet sich ein Wintergarten mit Freitreppe und Dachterrasse.
Das große Gartengrundstück, in dem das  Gebäude liegt, gilt als denkmalpflegerische Nebenanlage.

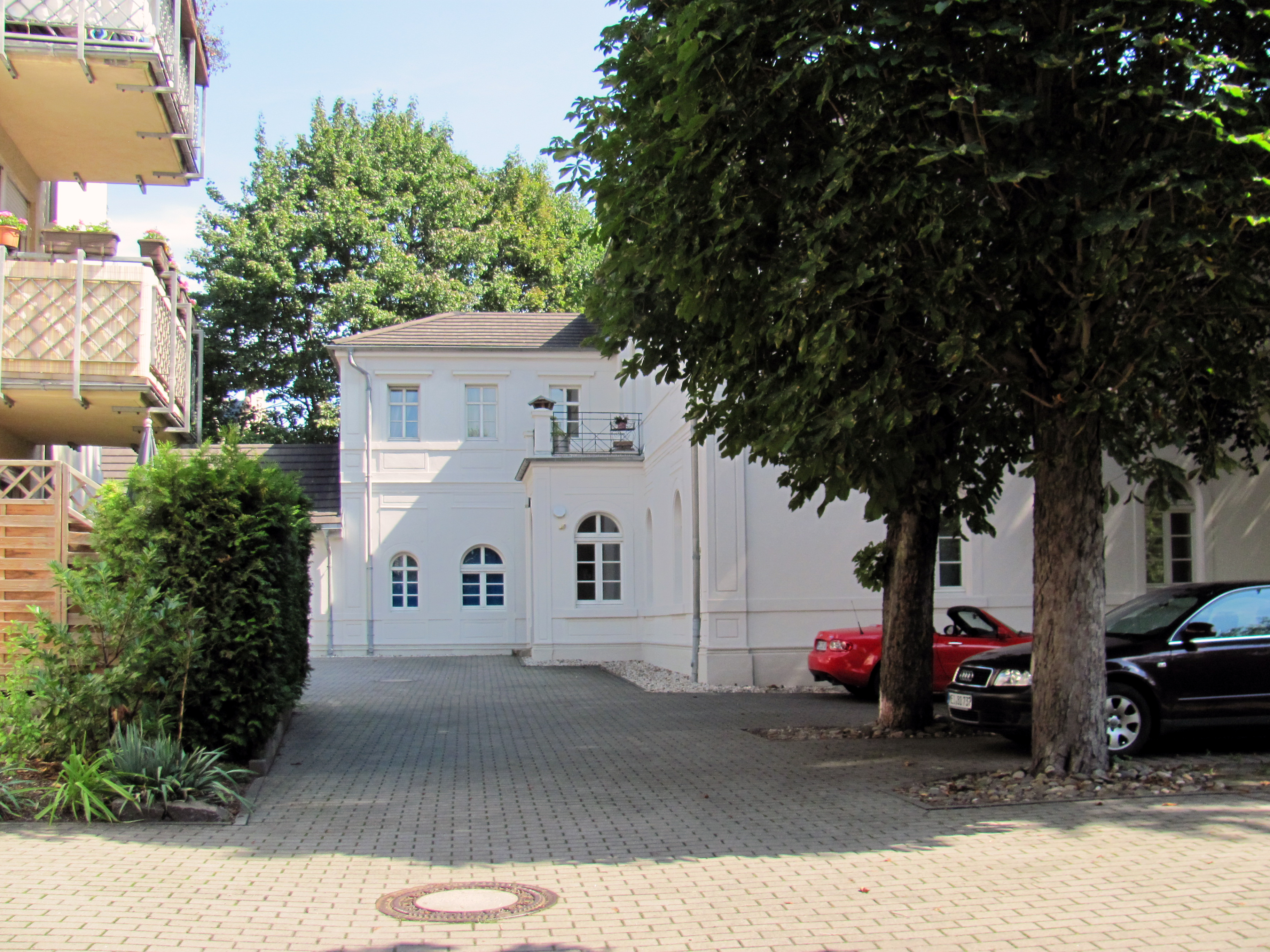
Innenhof mit Seitenflügel, links Neubau zur Straßenecke hin
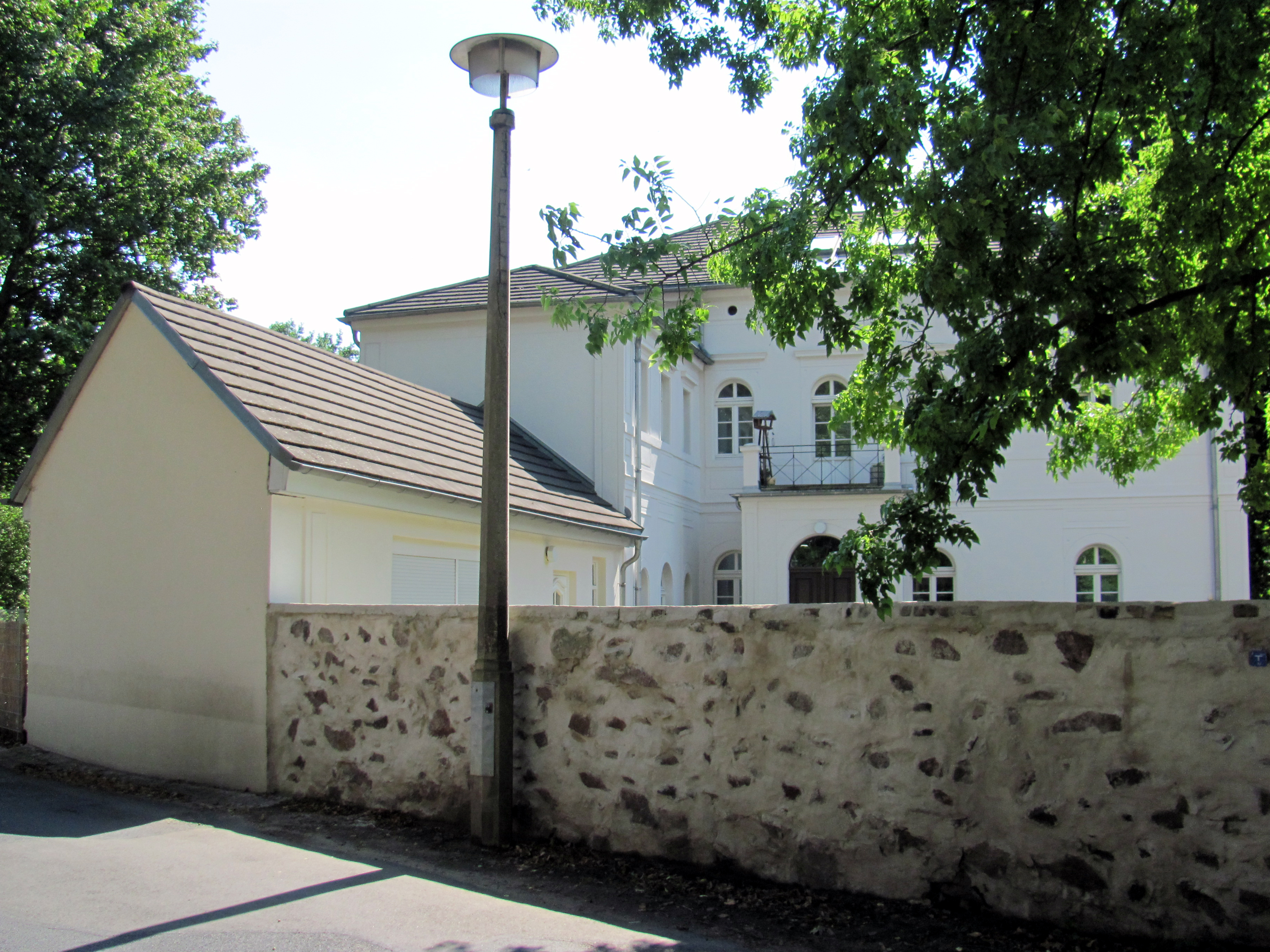
Zwei- und eingeschossiger Seitenflügel
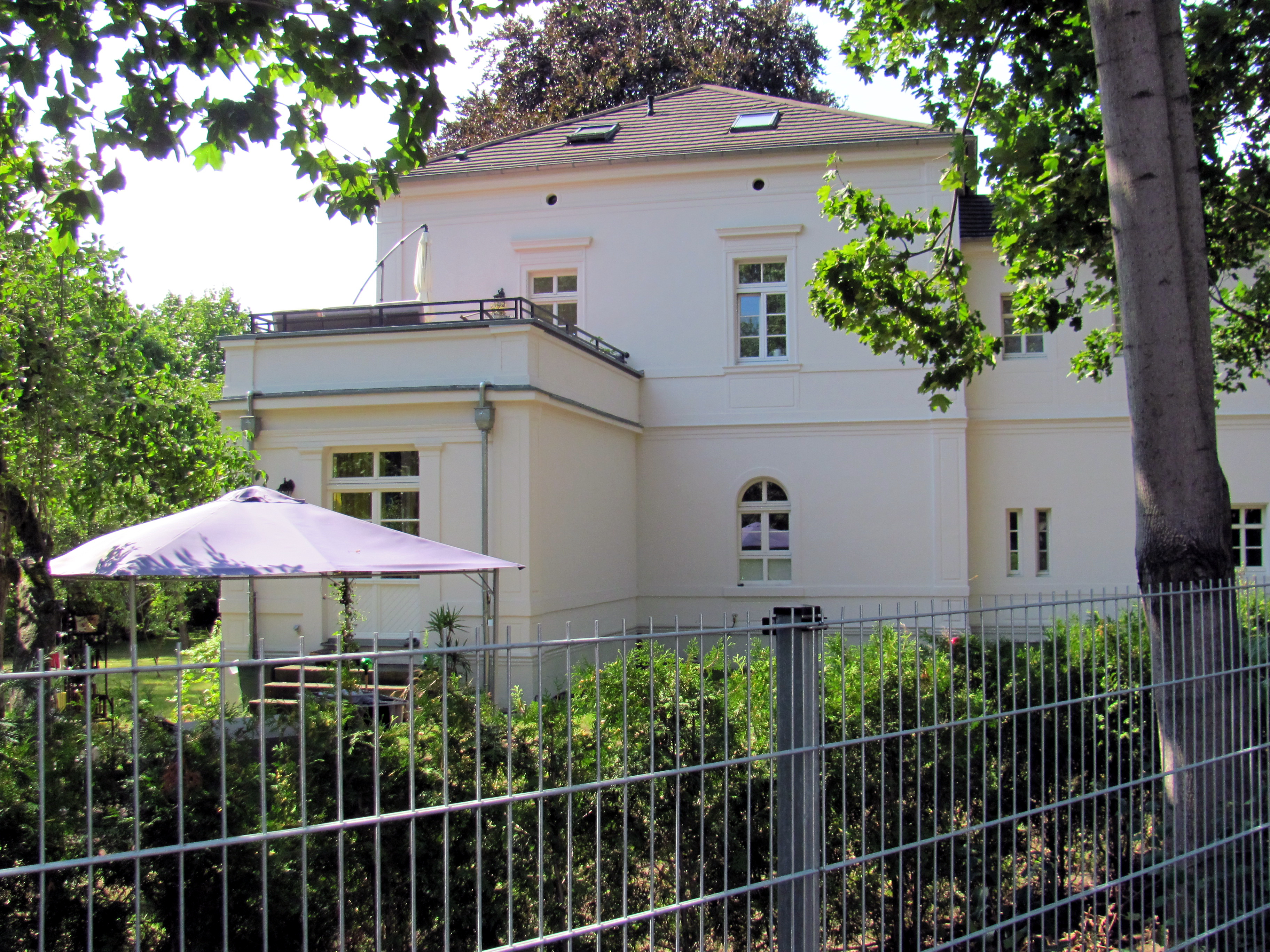
Garten von Osten mit Wintergarten

## Geschichte
Die um 1860 errichtete Villa entstand unter dem Einfluss der Dresdner Semper-Nicolai-Schule. 1867 beantragte der dort wohnende pensionierte königliche Ventilhornist und Kammermusikus Josef Rudolf Lewy-Hoffmann, die Dachetage seines Hauses abtragen und dort eine „wirkliche Etage“ nach einem Entwurf von Moritz Ziller errichten zu dürfen, das Gebäude also auf die heutigen zwei Stockwerke aufzustocken. Daran anschließend folgten der Umbau des an der Straße gelegenen Nebengebäudes sowie der Anbau eines Wintergartens.
Spätestens ab 1973 stand die Villa als Denkmal der Architektur in Radebeul unter Denkmalschutz.